# Csurgónagymarton
Csurgónagymarton is een plaats (község) en gemeente in het Hongaarse comitaat Somogy. Csurgónagymarton telt 214 inwoners (2001).